# おおやま夢工房
株式会社おおやま夢工房（おおやまゆめこうぼう）は、大分県日田市に本社を置き、産業観光業を営む企業である。九州旅客鉄道（JR九州）の子会社であり、JR九州グループ。元日田市が出資する第三セクター。

## 概要
日田市が出資する農業系第三セクターとして、1998年（平成10年）4月に創業。物産販売、酒造業、宿泊業などを営み、2002年（平成14年）11月に日田市の観光施設「豊後・大山ひびきの郷」、2004年（平成16年）12月に開業した道の駅「水辺の郷おおやま」の指定管理者として管理を行っていた。
2013年（平成25年）におおやま夢工房の社長がJR九州の唐池恒二社長に対して、将来的な民営化への協力を要請。2015年（平成27年）11月9日にJR九州がおおやま夢工房を買収することを発表し、12月25日には日田市とJR九州の間で買収の合意書を締結。2016年（平成28年）1月27日に、JR九州が日田市の所有する全株式（全発行株式のうち72.2％）を取得して、おおやま夢工房を子会社化した。
その後、10月1日に日田市は「豊後・大山ひびきの郷」及び道の駅「水辺の郷おおやま」の建物をおおやま夢工房に無償譲渡（土地は有償貸付）。おおやま夢工房は「豊後・大山ひびきの郷」を2017年（平成29年）5月7日から休業して改装に着手し、10月1日に梅酒及びお土産販売店舗「奥日田温泉 梅酒蔵」、11月1日に宿泊施設「奥日田温泉 うめひびき」としてリニューアルオープンした。また、道の駅「水辺の郷おおやま」についても、2018年（平成30年）3月10日に、物販エリアを刷新しリニューアルオープンした。

## 沿革
- 1998年（平成10年）4月 - 会社創設[11]。
- 2001年（平成13年）
  - 10月 - 温泉掘削1号井完了[11]。
  - 12月 - 農産物処理加工施設（リキュール工場）・総合交流ターミナル宿泊施設・体験交流施設がそれぞれ完成[11]。
- 2002年（平成14年）
  - 3月 - 施設を「豊後・大山 ひびきの郷」と命名。酒造免許取得[11]。
  - 10月 - 温泉施設完成[11]。
  - 11月 - 「豊後・大山 ひびきの郷」オープン[11]。
- 2003年（平成15年）10月 - 宿泊施設「離れ」完成[11]。
- 2004年（平成16年）12月 - 道の駅「水辺の郷おおやま」オープン[11]。
- 2005年（平成17年）2月 - 温泉掘削2号井完了[11]。
- 2008年（平成20年）
  - 4月 - 「農商工等連携による梅の商品化プロジェクト」が「農商工連携88選」に認定される[12]。
  - 10月 - 福岡県福岡市東区香椎にアンテナショップ「おおやま夢くらぶ」オープン[11]。
- 2009年（平成21年）4月 - 梅酒製造タンク2基完成[11]。
- 2010年（平成22年）10月 - 「おおやま夢くらぶ」が西鉄香椎駅コンコースに移転オープン[11]。
- 2012年（平成24年）
  - 3月 - 宿泊棟専用風呂施設（檜風呂・岩風呂・石風呂）[11]。
  - 6月 - 2012梅酒全国制覇利き酒大会で高級梅酒が準優勝[11]。
- 2013年（平成25年）
  - 3月 - 茨城県水戸市の「水戸の梅まつり梅酒大会2013」で「樽仕込 高級梅酒 ゆめひびき」がデザイン部門第1位を受賞[13]。
  - 5月 - ベルギーのiTQiコンテストで国際味覚賞を受賞[11]。
- 2014年（平成26年）3月 - 大阪府の「天満天神梅酒大会2014」で「ROSE UME LIQUEUR 薔薇梅酒-YUMEHIBIKI-」が梅酒ビジュアル部門1位（大阪市長賞）を受賞[14]。
- 2014年（平成26年）3月 - 茨城県水戸市の「水戸の梅まつり梅酒大会2014」で「ROSE UME LIQUEUR 薔薇梅酒 -YUMEHIBIKI-」がデザイン部門1位（常陽銀行賞）を受賞[15]。
- 2015年（平成27年）
  - 9月 - 「全国梅酒品評会2015」で「樽仕込高級梅酒 ゆめひびき」が醸造アルコール梅酒部門 金賞を受賞[16]。
  - 11月9日 - JR九州がおおやま夢工房の買収を発表[4]。
  - 12月25日 - 日田市とJR九州がおおやま夢工房買収の合意書を締結[5]。
- 2016年（平成28年）
  - 1月27日 - 日田市が所有するおおやま夢工房の全株式を九州旅客鉄道に譲渡。第3セクターから、JR九州グループに移行[1]。
  - 10月1日 - 日田市がおおやま夢工房に「豊後・大山ひびきの郷」及び道の駅「水辺の郷おおやま」の建物を無償譲渡[6]。
  - 10月 - 「全国梅酒品評会2016」で「梅花爛漫プレミアム」が醸造アルコール梅酒部門 金賞、「和紅茶梅酒クレハロワイヤル」がブレンド梅酒部門 金賞を受賞[17][18]。
- 2017年（平成29年）
  - 5月7日 - 改装のため「豊後・大山ひびきの郷」を休業[8]。
  - 9月1日 - 「奥日田温泉 うめひびき」の本館「七折」、日帰り温泉施設「緑宝の湯」「青軸の湯」が先行オープン[19][20]。
  - 10月1日 - 「奥日田温泉 うめひびき」の本館「織姫」「南高」（各5室）、「梅酒蔵おおやま」が先行オープン[19][20][21]。
  - 11月1日 - 新築の新館「鶯宿」（13室）、離れ「竜峡」（1室）がオープンし、「奥日田温泉 うめひびき」がグランドオープン[9][19][20][21]

- 2018年（平成30年）
  - 3月10日 - 道の駅「水辺の郷おおやま」リニューアルオープン。
  - 9月 - 「奥日田温泉 うめひびき」が「ミシュランガイド熊本・大分2018特別版」に掲載　
  - 11月 - 「全国梅酒品評会 2018」で「樽仕込高級梅酒 ゆめひびき」、「天女の舞衣 プレミアム」、「梅花爛漫プレミアム」、「和紅茶梅酒 クレハロワイヤル 嬉野アールグレイ」ホワイトリカー梅酒部門及びブレンド梅酒部門において銀賞（２銘柄）、銅賞（２銘柄）を受賞[22]

- 2019年（令和元年）
  - 1月 - 「奥日田温泉 うめひびき」が2018年度「人気温泉旅館ホテル250選」に選出[23]
  - 6月 - 「奥日田温泉うめひびき」が予約サイト「一休.com」クチコミランキング九州エリア第１位受賞
  - 10月 - 「全国梅酒品評会 2019」で「樽仕込高級梅酒ゆめひびき」がホワイトリカー梅酒部門において銀賞を受賞

- 2020年（令和2年）
  - 1月 - 「奥日田温泉 うめひびき」が2019年度「人気温泉旅館ホテル250選」に選出[24]
  - 1月 - 「奥日田温泉うめひびき」が予約サイト「Relux」2019年度九州エリア年間ランキング第9位を獲得[25]
  - 7月 - 「奥日田温泉うめひびき」が「Relux ランキング 2020 年上半期編」にて、 満足度部門で全国第 3 位、九州エリア部門で第 7 位を受賞[26]
- 2021年（令和3年）3月27日 - 日田市出身の諫山創の漫画『進撃の巨人』の資料を展示する「進撃の巨人 in HITA ミュージアム」を「水辺の郷おおやま」内に開館。